# Гайворонская ГЭС
Гайворонская гидроэлектростанция (укр. Гайворонська ГЕС) — малая гидроэлектростанция, расположенная на реке Южный Буг у города Гайворон Голованевского района Кировоградской области Украины.

## История
Строительство Гайворонской ГЭС началось в 1956 году в соответствии с шестым пятилетним планом развития народного хозяйства СССР. ГЭС являлась составной частью строившегося каскада малых электростанций на реке Южный Буг и изначально имела проектную мощность 4500 кВт.
В 1964 году строительство было завершено и гидроэлектростанция мощностью 6300 кВт была введена в эксплуатацию. В 1964—1972 гг. ГЭС обеспечивала электроснабжение предприятий города Гайворон и колхозов Гайворонского района.